# هو هونغ ون
هو هونغ ون (16 مارس 1925 - 19 ماي 2016) (بالصينية: 胡宏纹) هو كيميائي عضوي صيني، ومعلم وأكاديمي في الأكاديمية الصينية للعلوم (CAS). كان يُعرف بكونه رئيس تحرير كتاب التعليم العالي الصيني للكيمياء العضوية.
توفي بتاريخ 19 مايو 2016 عن عمر يناهز 91 عامًا في نانجينغ.